# Marilyn Jorgenson Reece
Marilyn Jorgenson Reece (8 septembre 1926 - 15 mai 2004) est une ingénieure civile américaine et la première femme à obtenir une licence d'ingénieur civil par l'État de Californie. Elle conçoit un échangeur innovant dans les années 1960 pour gérer le trafic rapide à Los Angeles. L'échangeur porte désormais son nom.

## Biographie

### Enfance et formation
Marilyn Jorgensen est née le 8 septembre 1926 à Kenmare, dans le Dakota du Nord, ses parents sont Virgil et Marion Jorgenson. Elle est d’origine danoise.
En 1948, elle obtient un diplôme en génie civil de l'Université du Minnesota. Après l'obtention de son diplôme, elle déménage en Californie et commence à travailler pour la Division nationale des autoroutes. En 1954, elle est la première femme inscrite au registre des ingénieurs civils de l'État de Californie.

### Carrière
Parmi les nombreux projets qu'elle supervise, l'échangeur emblématique entre les autoroutes 10 et 405 à Los Angeles, en Californie est sa réalisation la plus célèbre. Cet échangeur, inauguré en 1967, est conçu pour accueillir un trafic circulant à grande vitesse et représentait à l'époque l'avant-garde de l'ingénierie de la circulation. Pour ce travail, elle reçoit le Prix d'excellence en conception de la part du Gouverneur Pat Brown, et en 2008, cet échange est renommé en son honneur.

## Vie privée
Elle se marie avec Alvin Reece qui travaille également comme ingénieur civil pour Caltrans. Ils ont deux filles, Kirsten Reece Stahl (devenue ingénieure civile) et Anne Reece Bartolotti.
Elle meurt le 15 mai 2004 à Hacienda Heights, en Californie